# أرت كروز
أرت كروز (بالإنجليزية: Art Crews)‏ هو مصارع محترف أمريكي، ولد في 3 يناير 1959 في توبيكا في الولايات المتحدة.

## روابط خارجية
- أرت كروز على موقع CageMatch worker (الإنجليزية)
- أرت كروز على موقع قاعدة بيانات المصارعة على الإنترنت (الإنجليزية)